# 1262

## Догађаји
- 8. март – Битка код Хаусбергена: Буржоазија Стразбура побеђује немачку војску витезова (око 5.000 људи) под командом бискупа Валтера од Геролдсека. Стразбур постаје царски слободни град Светог римског царства.
- Мај – Краљ Алфонсо X  Кастиље и Леона, на састанку у Хаену, захтева војну подршку од Мухамеда I, владара Гранаде, и одустаје од лука Тарифа и Алхесирас како би припремио инвазију на Северну Африку.
- 14. септембар – Реконкиста: Кастиљско-леонске снаге предвођене Алфонсом X освајају Кадиз. Град је под маварском влашћу од 711. године. Муслимани су протерани, а Алфонсо поново насељава регион (такође се назива Република).
- Исландски комонвелт успоставља унију са Норвешком и признаје краља Хокона IV од Норвешке за свог владара.
- Краљ Миндаугас од Литваније се одриче хришћанства, враћајући се паганским коренима земље и враћајући се титули великог војводе.
- Ал-Хаким I, члан династије Абасид, путује у Египат и проглашава се за калифа Каира, наследника свог бившег ривала Ал-Мустансира II. Након доласка, по наређењу султана Бајбарса затворен је у тврђави Каира, али га је 1296. године пустио султан Лаџин.
- Краљ Манграј из Лан На (данашњи северни Тајланд) оснива град Чијанг Рај као престоницу краљевства.

## Смрти
- Анђело Санудо

- Ростислав Михајлович